# I quattro stadi della crudeltà

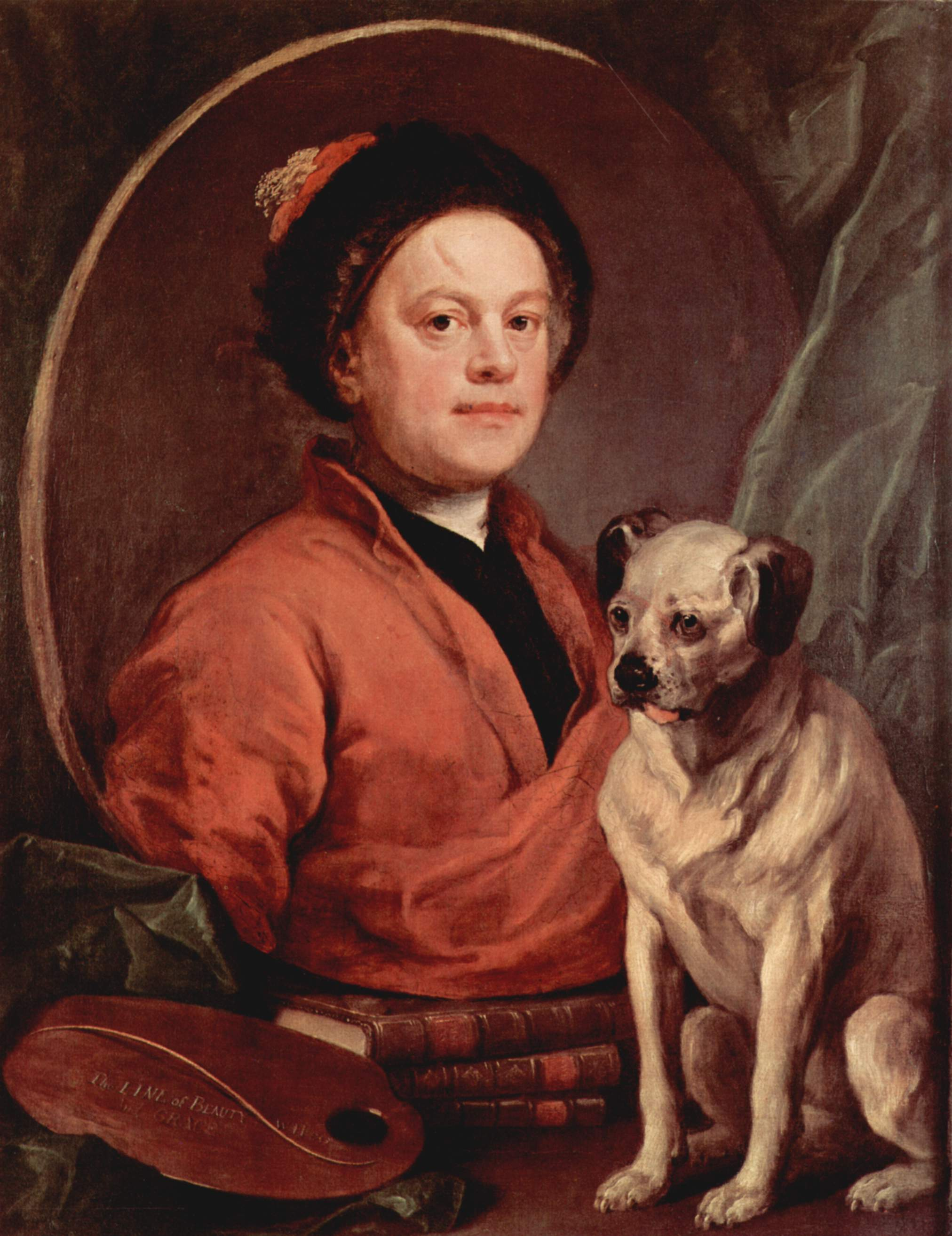
William Hogarth

I quattro stadi della crudeltà (The Four Stages of Cruelty) è un ciclo di quattro incisioni pubblicato dall'artista inglese William Hogarth nel 1751.

## Il contesto
Il pittore e incisore William Hogarth (10 novembre 1697 – 25 ottobre 1764), tra i maggiori artisti inglesi del suo tempo, è noto soprattutto per i grandi cicli pittorici riguardanti La carriera della prostituta (1732), dove si vogliono illustrare i pericoli a cui si espone una donna che conduce una vita immorale (liberamente ispirato alla vicenda narrata da Daniel Defoe in Moll Flanders ), e La carriera di un libertino (1735), nel quale si racconta la vicenda di un giovane che dissipa insensatamente la fortuna ereditata, complessa satira sul nuovo libertino borghese.
Il nome dell'artista è legato anche a una legge del 1735, la cosiddetta "Legge Hogarth", con la quale si proibiva a chiunque di fare copie da una stampa senza l'autorizzazione dell'autore: primo esempio di quello che si può definire diritto d'autore.
L'ultimo breve ciclo di William Hogarth è intitolato I quattro stadi della crudeltà (1751); in questa serie di quattro incisioni si narra la vicenda di un ragazzo che inizia in tenera età a maltrattare gli animali e finisce omicida. L'artista stesso scrive: «Queste stampe sono state incise con la speranza di correggere almeno in parte il modo barbaro di trattare gli animali. Basta solo questo spettacolo a rendere le strade della nostra città così penose per ogni animo sensibile».

## L'opera

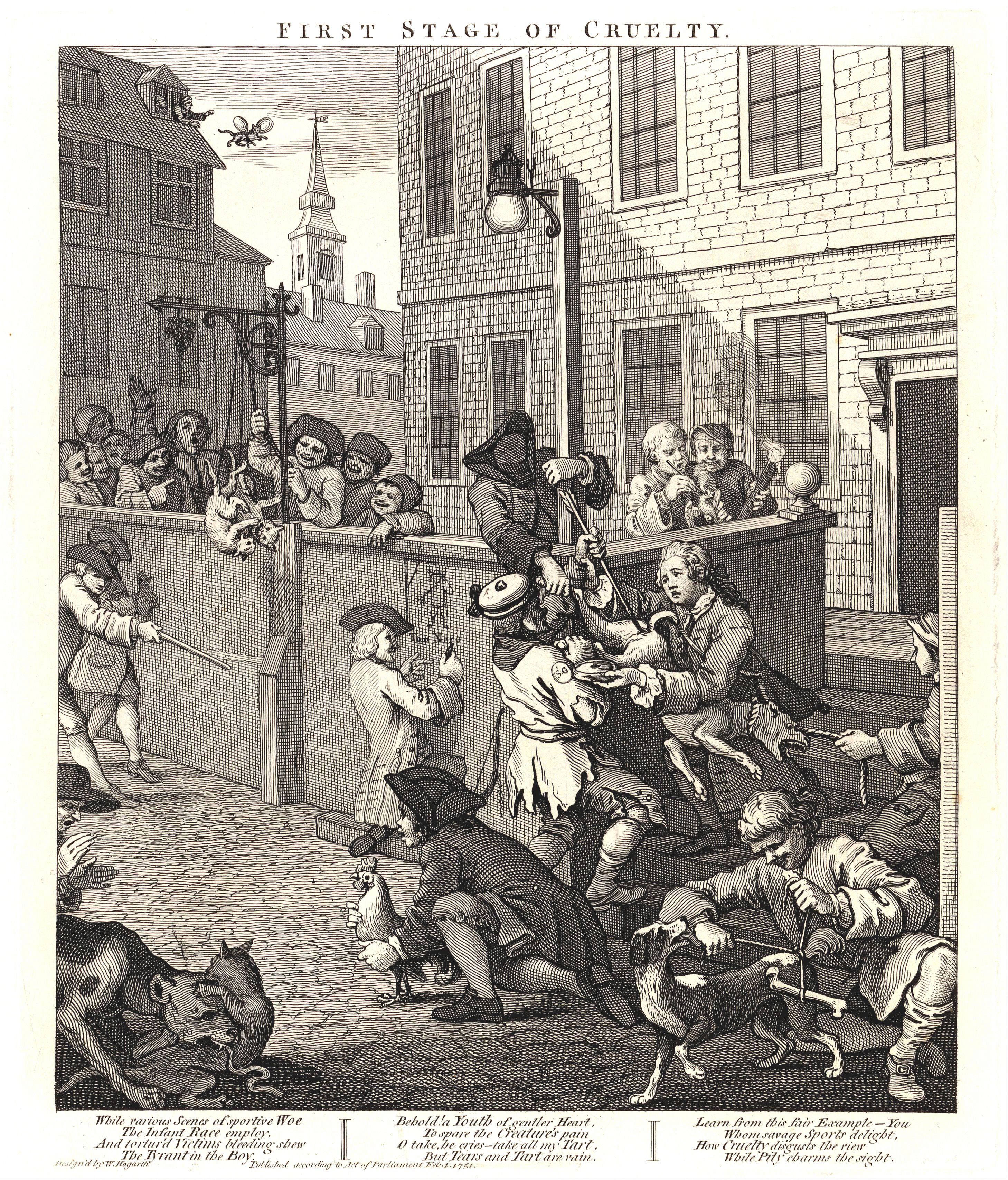
Il primo stadio della crudeltà

La prima incisione del ciclo, Il primo stadio (First stage of cruelty) condanna il maltrattamento dei cani e dei gatti: in una strada della periferia cittadina vediamo un ragazzo che ha legato un osso alla coda di un cane e altri che hanno appeso due gatti all'ingiù a un lampione e si divertono vedendoli azzuffarsi; in lontananza si può scorgere un cane con due ali posticce lanciato da un abbaino. Il protagonista delle incisioni è colto di spalle, vestito di stracci, mentre assieme ad altri due ragazzi è intento a sodomizzare un cane con una freccia da arco.

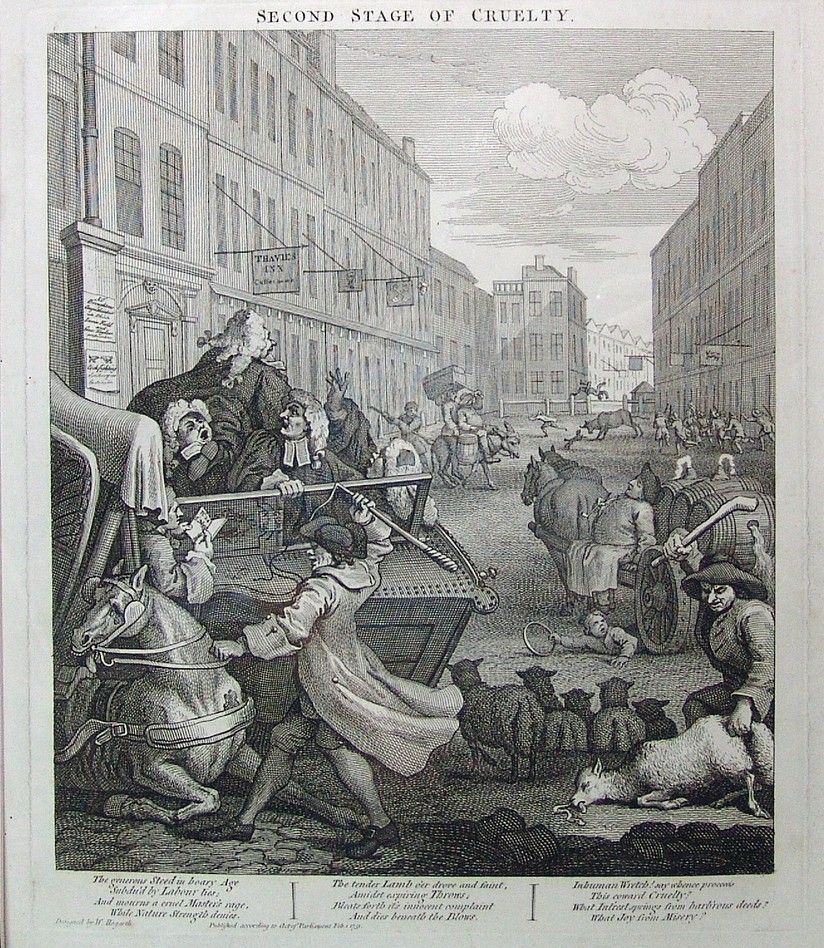
Il secondo stadio della crudeltà

Il quadro successivo, Il secondo stadio della crudeltà (Second stage of cruelty), raffigura l'abitudine di bastonare i quadrupedi: in una via trafficata si vedono, in primo piano, un uomo che batte una pecora già morta e il ragazzo protagonista del ciclo che sta bastonando un cavallo legato a una carrozza con sopra dei giudici. In lontananza si possono scorgere un asino carico di persone e oggetti spinto da dietro con un forcone e un uomo scagliato in aria dalla furia di un toro.

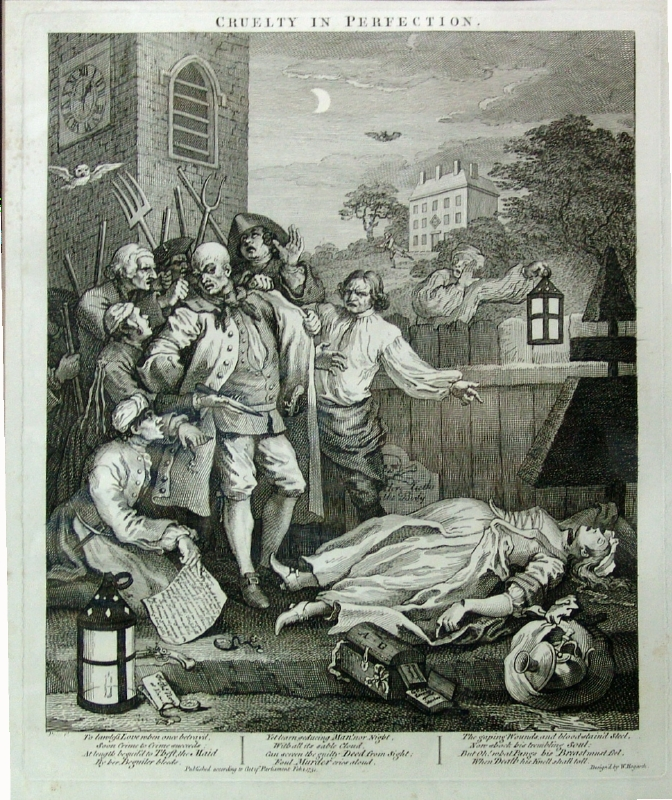
La crudeltà nella perfezione

Nel terzo quadro, La crudeltà nella perfezione (Cruelty in perfection), il ragazzo delle prime due incisioni, qui diventato uomo, sgozza la sua amante, una donna di servizio che lui aveva incitato al furto. L'ambientazione è notturna, nella parte sinistra dell'incisione si vede la scena convulsa dell'arresto dell'assassino, con il volto stravolto dalla follia omicida, circondato da persone armate di forconi; nella parte destra, illuminato da un ragazzo con una lanterna, si vede in corpo della donna con la gola squarciata e la refurtiva abbandonata a lato del cadavere.

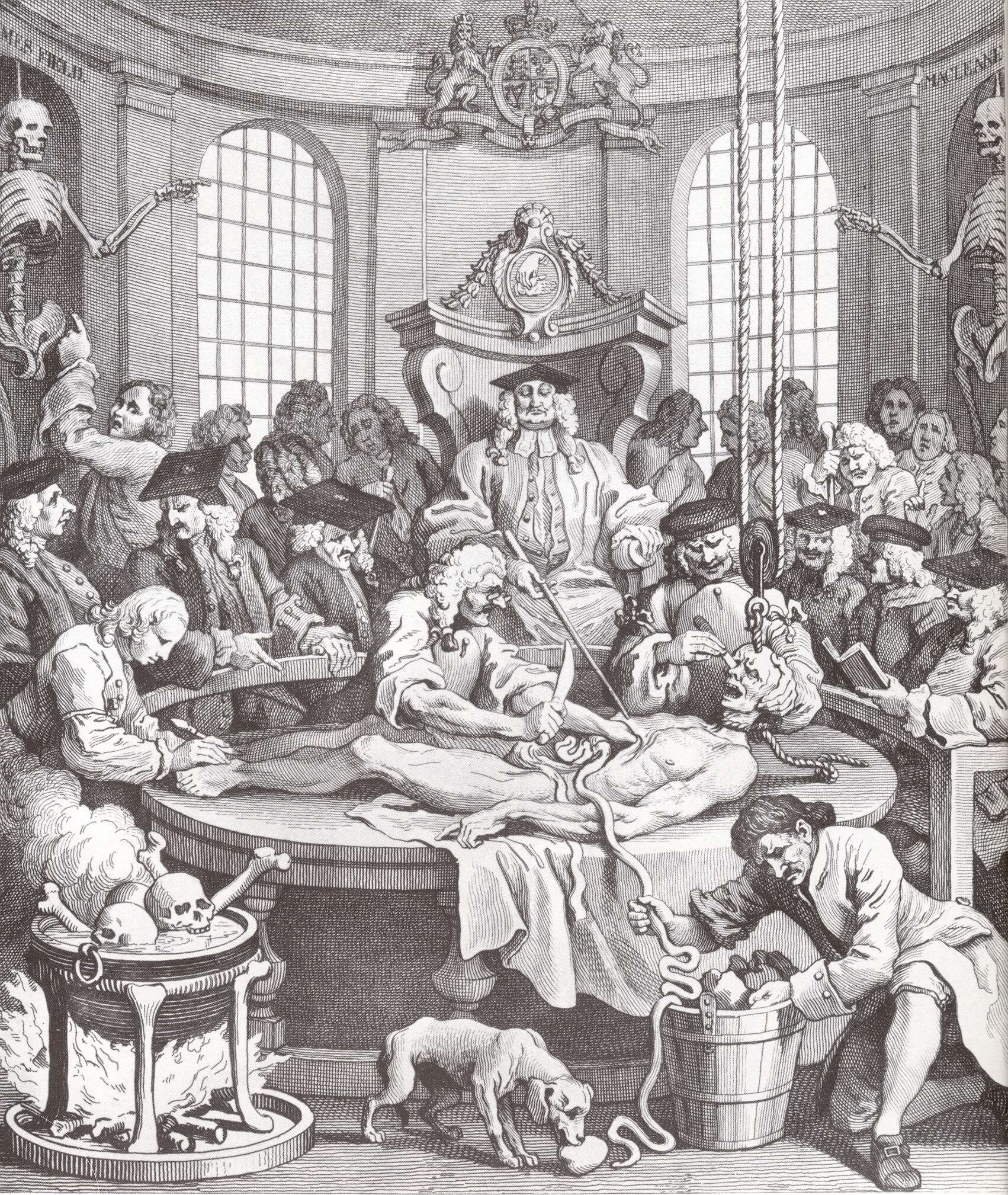
La ricompensa della crudeltà

L'ultima incisione del ciclo, dall'emblematico titolo La ricompensa della crudeltà (The reward of cruelty), è la più cruenta e interessante: sopra un tavolo operatorio è steso il corpo esanime dell'assassino sul quale stanno lavorando alcuni medici durante una lezione di anatomia. Il cadavere, con ancora la corda dell'impiccagione al collo, ha la fronte bucata da un gancio, per agevolare il medico che sta scavando nell'orbita oculare; il maestro indica con un bastone il ventre aperto dal quale escono le viscere, che sono raccolte in un grosso secchio dal quale è uscito un organo (probabilmente il fegato) che diventa il pranzo di un cane.
Questa serie ha un intento morale e appoggiava la campagna di Henry Fielding (autore di due libri intitolati Enquiry into the Causes of the Late Increase of Robbers e Examples of the Interposition of Providence in the Detection and Punishment of Murder) contro il sempre maggior numero di furti e omicidi che si stavano perpetrando a Londra.